# Cuora zhoui
Cuora zhoui är en sköldpaddsart som beskrevs av  Zhao, Zhou och& Ye 1990. Cuora zhoui ingår i släktet Cuora och familjen Geoemydidae. IUCN kategoriserar arten globalt som akut hotad. Inga underarter finns listade i Catalogue of Life.
Arten förekommer i södra Kina i provinserna Guanxi och Yunnan.
Artepitetet i det vetenskapliga namnet hedrar den kinesiska herpetologen Zhou Jiufa.